# إدوارد مارتن
إدوارد مارتن (بالإنجليزية: Edward Martin)‏ (24 نوفمبر 1814 في المملكة المتحدة - 31 أكتوبر 1869 في المملكة المتحدة) هو لاعب كريكت بريطاني (وحمل سابقاً جنسية المملكة المتحدة لبريطانيا العظمى وأيرلندا). لعب مع Kent County Cricket Club ‏ وHampshire county cricket teams ‏.

## وصلات خارجية
- إدوارد مارتن على موقع إي آس بي آن كريك إنفو (الإنجليزية)